# Chen Szu-yuan
Dans ce nom, le nom de famille, Chen, précède le nom personnel.
Chen Szu-yuan, né le 7 février 1981, est un archer taïwanais médaillé d'argent aux Jeux olympiques.

## Carrière
Chen Szu-yuan participe à deux éditions des Jeux olympiques. En 2004, dixième de la qualification de l'épreuve individuelle, il est ensuite battu en quart de finale. Par équipes, il fait partie de l'équipe taïwanaise qui décroche la médaille d'argent. Quatre ans plus tard, il est trente-huitième des qualifications avant d'être battu en seizième de finale. Par équipes, il termine à la septième place.